# Kanachuru, Mudigere
Kanachuru là một làng thuộc tehsil Mudigere, huyện Chikmagalur, bang Karnataka, Ấn Độ.